# Bhagalpur
Bhagalpur (M.Corp) là một thành phố và là nơi đặt hội đồng thành phố (municipal corporation) của quận Bhagalpur thuộc bang Bihar, Ấn Độ.

## Nhân khẩu
Theo điều tra dân số năm 2001 của Ấn Độ, Bhagalpur (M.Corp) có dân số 340.349 người. Phái nam chiếm 54% tổng số dân và phái nữ chiếm 46%. Bhagalpur (M.Corp) có tỷ lệ 64% biết đọc biết viết, cao hơn tỷ lệ trung bình toàn quốc là 59,5%: tỷ lệ cho phái nam là 70%, và tỷ lệ cho phái nữ là 58%. Tại Bhagalpur (M.Corp), 14% dân số nhỏ hơn 6 tuổi.